# Niarchos palenque
Espèce
Niarchos palenque est une espèce d'araignées aranéomorphes de la famille des Oonopidae.

## Distribution
Cette espèce est endémique de la province de Los Rios en Équateur,.

## Description
Le mâle holotype mesure 1,17 mm et la femelle 1,41 mm.

## Étymologie
Cette espèce est nommée en référence au lieu de sa découverte, le Rio Palenque.

## Publication originale
- Platnick & Dupérré, 2010 : The Andean goblin spiders of the new genera Niarchos and Scaphios (Araneae, Oonopidae). Bulletin of the American Museum of Natural History, no 345, p. 1-120 (texte intégral).